# Калитко Анатолій Миколайович
Анатолій Миколайович Калитко (нар. 13 липня 1942, с. Оринин, Кам'янець-Подільський район, Хмельницька область) — український художник-живописець, педагог. Член Національної спілки художників України (2002). Заслужений художник України (2013).

## Біографія
Анатолій Калитко народився в селі Оринин Кам'янець-Подільського району Хмельницької області. Трудову діяльність з 1959 року, після закінчення середньої школи, розпочав оформлювачем у Кам'янець-Подільському районному будинку культури. Після строкової служби (1961—1964), працював на Заполяр'ї (1964—1967).
У 1967 році поступив на художньо-педагогічний факультет Київського державного художнього інституту. Серед його вчителів були народний художник України, професор Карпо Трохименко, професор Олександр Сиротенко, відомі українські живописці Юлій Ятченко, Анатолій Пламеницький. Закінчив інститут у 1971 році.
З 1973 року став викладати в Косівському художньому училищі, яке з 1993 року отримало статус коледжу, а з 2000 — Косівський державний інститут прикладного та декоративного мистецтва. У 2016 році отримав звання доцента.

## Творча діяльність
Творчий доробок художника нараховує понад 500 станкових живописних творів: пейзаж, натюрморт, портрет. Твори представлялися на понад 20 персональних виставках в різних містах України та за її межами.
Митець постійно бере участь у роботі міжнародних пленерів та симпозіумів.
Його творчість відображена в альбомах:
- Анатолій Калитко. Живопис, графіка: Альбом /Автори-упорядники Молинь В., Пясецька В. — Маріуполь, 2007. — 96 с., іл.;
- Молинь В., Пясецька В. Мелодія живопису Анатолія Калитка. — Івано-Франківськ: Місто НВ, 2012. — 128 с.,іл.

Він єдиний художник-живописець у Косівській регіональній організації Національної спілки художників України

## Відзнаки
За свою творчу діяльність Анатолій Калитко отримав нагороди державних та творчих установ. У 2013 році йому присвоєно звання «Заслужений художник України».